# Rucervus eldii
El tamín o ciervo de Eld (Rucervus eldii) es una especie de mamífero artiodáctilo de la familia Cervidae. Es propio de Asia.

## Subespecies
Se reconocen las siguientes subespecies.
- R. e. eldii, en el extremo oriental de la India.
- R. e. thamin, en Birmania y Tailandia.
- R. e. siamensis, en Tailandia, Laos, Camboya, Vietnam y Hainan (China).